# 가루지기 (1988년 영화)
"가루지기"(Byon Gang-soi)는 한국에서 제작된 고우영 감독의 1988년 멜로/로맨스, 코미디, 에로 영화이다. 이대근 등이 주연으로 출연하였고 이창신 등이 제작에 참여하였다.

## 출연

### 주연
- 이대근
- 김문희

### 조연
- 남궁원
- 김추련
- 김인문
- 김하림
- 사미자
- 전원주
- 양택조

## 기타
- 원작자: 고우영
- 제작총지휘: 김진관
- 제작부장: 김승의
- 촬영부: 한덕전
- 촬영부: 김동룡
- 촬영부: 장준영
- 조명: 손영철
- 조명부: 이상율
- 조명부: 오동헌
- 조명부: 유창진
- 조연출: 이상우
- 조연출: 이혁재
- 조연출: 김정식
- 스크립터: 이종승
- 녹음: 김병수
- 미술: 송백규
- 미용: 박금자
- 분장: 송일근
- 의상: 권유진
- 소품: 이원우
- 효과: 양대호